# Ashley Mears
Ashley Mears est une sociologue et ancienne mannequin américaine. Elle est actuellement professeur de sociologie à l'Université d'Amsterdam. Elle est l'autrice de Very Important People, Argent, gloire et beauté : enquête au sein de la jet-set, et de Pricing Beauty: The Making of a Fashion Model (non-traduit en français). Elle est régulièrement citée dans les médias comme une experte du monde de la mode, et plus généralement de la circulation des stéréotypes de genre.

## Biographie
Ashley Mears grandit aux États-Unis, près d'Atlanta. En complément d'un emploi dans une salle de cinéma, elle devient mannequin à temps partiel à 16 ans,. Elle poursuit cette activité de mannequinat tout en suivant ses études à l'université de Géorgie. Après avoir travaillé comme mannequin un an en Asie, elle déménage à New York à 23 ans pour réaliser un doctorat en sociologie.
À New York, elle est de nouveau repérée pour des activités comme mannequin, et décide de consacrer ses recherches à la culture et à l'économie de l'industrie du mannequinat. Pour son travail de thèse, elle mène une étude ethnographique à couvert en travaillant comme mannequin à New York et à Londres,.
Après avoir obtenu son doctorat de l'université de New York en 2009, Ashley Mears devient  professeur adjoint de sociologie à l'université de Boston.
En 2022, Ashley Mears est promue professeure titulaire de sociologie à l'université de Boston. En 2023, elle est invitée en France par Sciences-Po et l'EHESS pour donner un séminaire consacré aux créateurs de contenu sur les réseaux sociaux.

## Travaux
En 2011, elle publie un livre tiré de ses recherches doctorales : Pricing Beauty: The Making of a Fashion Model. La sociologue Heather Laine Talley note que si Pricing Beauty ne traite pas que de « la façon dont les acteurs de la mode créent une valorisation esthétique », mais également de « l'organisation des marchés, le processus de production culturelle et la reproduction des inégalités. » Mears souligne que la plupart des mannequins agissent à l'encontre de leurs intérêts économiques à court terme en acceptant des emplois peu rémunérés qui, espèrent-elles, pourront leur donner accès à plus de reconnaissance et à des emplois plus prestigieux. En fait, très peu de mannequins parviennent à atteindre une telle reconnaissance, et les autres sont peu à peu considérées comme trop vieilles pour prétendre au succès dans le mannequinat. Elles se retirent alors de cette industrie —  en étant parfois auprès de leurs agences — ou passent au mannequinat commercial, plus lucratif mais moins prestigieux.
Dans Pricing Beauty, Ashley Mears montre que les normes de beauté spécifiques à l'industrie du mannequinat constituent un obstacle au succès de certains mannequins, non seulement en valorisant les « taille zéro », mais aussi en préférant les femmes blanches aux autres femmes — y compris dans la catégorie « taille zéro ». Ainsi, et comme à d'autres modèles issus de minorités « ethniques », il a été spécifiquement conseillé à Ashley Mears de ne pas mentionner son ascendance coréenne lors des castings. L'autrice en conclut que les acteurs de la mode ne font pas qu'appliquer des normes sociales préexistantes, mais qu'ils produisent aussi de manière active des idéaux qui reflètent des « hiérarchies de valeurs sexuées et racialisées attachées à la beauté ». Publishers Weekly salue le livre comme « une étude bien documentée, bien écrite et approfondie de cette industrie ».
Ashley Mears écrit également pour le New York Times à propos de ses recherches après Pricing Beauty, y compris ses recherches ethnographiques sur les femmes qui sont recrutées par des « promoteurs » pour assister à des soirées VIP et à des événements dans des boîtes de nuit. Cette recherche a servi de base à la publication en 2020 d'un livre, traduit en français en 2023 : Very Important People, consacré à « la manière dont la beauté féminine est continuellement exploitée dans le business du clubbing. » Ashley Mears y analyse la jet set comme « un monde complexe d'échange et d'exploitation » dans lequel les propriétaires de boîtes de nuit, les promoteurs et les femmes perçues comme attirantes négocient leurs relations et leurs statuts dans un monde social de « hiérarchies genrées et racialisées. » Ashley Mears montre que les hommes, en particulier les promoteurs, jouent un rôle important pour déterminer la valeur de la beauté des femmes dans l'univers festif de la jet-set, mais que les femmes sont  également des participantes volontaires qui cherchent à réaliser leurs propres aspirations.
En plus de ses propres travaux, Ashley Mears est régulièrement interrogée par la presse sur des questions liées à la culture, aux marchés ou au travail, par exemple sur le fait que de nombreux mannequins viennent d'une même région des États-Unis, sur la façon dont des scandales publics peuvent  affecter hôtels et boîtes de nuit, sur le mannequinat comme étant une servitude sous contrat, sur les « sexbots », ou encore le travail émotionnel des femmes sur le lieu de travail.